# 天福山
天福山是中国浙江省金华市兰溪市云山街道下辖的一个社区。
2015年4月21日，天福山历史文化街区公布为第一批30个中国历史文化街区之一，街区历史建筑、历史街巷保留封火山墙、灰瓦白墙的风貌。
兰溪市已对告天台、药皇庙及名人故居进行修缮保护，融入整体空间格局。
- 告天台
- 药皇庙大门